# Тельнов, Евгений Львович
Евгений Львович Тельнов (20 ноября 1961, Кировоград — 15 февраля 2015, Широкино, Донецкая область) — участник войны на востоке Украины, солдат Национальной гвардии Украины, доброволец батальона «Донбасс», позывной «Усач». Герой Украины (2017, посмертно).

## Биография
Срочную службу проходил в в/ч 7429 (Киев). Уволен в запас в мае 1982 г. Продолжал работу на Кировоградском заводе радиоизделий — токарем. Уволился в июле 1991 г. С 1984 по 1987 заочно учился в Кировоградском институте сельскохозяйственного машиностроения на факультете по специальности «Обработка металлов резанием». В июле 1991 г. принят на должность инструктора по спорту в Кировоградскую РТШ (ДОСААФ). Уволился в феврале 1992; занимался бизнесом.
Был активным участником Евромайдана.
Принял участие в парламентских выборах 2014 года, баллотируясь на мажоритарном округе № 100 в Кировоградской области.

### Участие в конфликте на востоке Украины
10 июня 2014 прибыл в батальон специального назначения «Донбасс» в село Новые Петровцы. С 13 июля по 31 августа находился в зоне АТО (Артемовск, Попасная, Иловайск). Позывной «Усач» — 3 взвод 1 роты отдельного батальона спецназначения «Донбасс».
26 августа был ранен осколком мины в окрестностях Иловайска. 29 августа при выходе из Иловайская в районе села Червоносельское батальон попал под обстрел танков.
Погиб в бою у села Широкино 15 февраля 2015, попав в засаду.

## Награды
- Звание Герой Украины с вручением ордена «Золотая Звезда» (27 марта 2017, посмертно) — за исключительное мужество и героизм, проявленные в защите государственного суверенитета и территориальной целостности Украины, верность военной присяге.[1]
- Орден «За мужество» III степени (25 марта 2015 году, посмертно) — за личное мужество и высокий профессионализм, проявленные в защите государственного суверенитета и территориальной целостности Украины.[2]